# اس‌او. ۷۰۶۰ دوویل
اس‌او. ۷۰۶۰ دوویل (به انگلیسی: SNCASO_SO.7060_Deauville) یک هواگرد ملخ‌پیشین تک‌موتوره از نوع سبک غیرنظامی ساخت شرکت SNCASO است. هواگرد اس‌او. ۷۰۶۰ دوویل نخستین پروازش را در ۲۲ مارس ۱۹۴۸ میلادی انجام داد. این هواگرد در سال ۱۹۴۸ میلادی رسماً معرفی گردید. در مجموع، تعداد 2 فروند از این هواگرد ساخته شده‌است.